# 최잠 최호 정려
최잠 최호 정려(崔潛 崔灝 旌閭)는 경기도 안성시 원곡면에 있는 건축물이다. 1986년 5월 22일 안성시의 향토유적 제47호로 지정되었다.

## 개요
정려각은 1706년 초창되었으며, 충신 최잠정려와 효자 최호정려, 정호(鄭澔, 1648년 ~ 1736년)가 지은 정려비명 및 서문(旌閭碑銘 幷序), 유명건(兪命健)이 쓴 "일신충렬만고강상 一身忠烈萬古綱常" 정려현판을 1826년 증손자 유한객(兪漢客)이 중수하고 중수서를 쓴 판각과 중수기, 1933년 중수기, 1999년 중수기 등이 있다. 원래는 원곡초등학교 옆에 세워졌었는데, 1999년 중수할 때 현재의 위치로 이전하였다. 

## 최잠
최잠(崔潛, 1560년: 명종 15 ∼ 1597년: 선조 30)은 조선 중기 무신으로 자(字)는 사강(士剛)이고, 본관은 화순(和順)이며, 양성(陽城) 가천리 출신이다. 고려 화순군(和順君) 최부(崔溥)의 후손이며, 조부는 우후(虞侯) 최한(崔漢)이고, 부친은 최효원(崔孝源)이다. 
학문에 힘쓰다가 1592년(선조 25)에 임진왜란으로 전 국토가 피해를 입자 의병을 일으켜 경기와 호남 사이에서 활약하며 많은 적들을 죽이고 사로잡았다. 1594년(선조 27) 무과에 급제하여 선전관(宣傳官)에 제수(除授)되었고, 다시 봉정대부(奉正大夫) 행(行) 사재감주부(行司宰監主簿)에 올랐다. 1597년(선조 30) 정유재란이 일어나자 그는 명나라 장수 양호(楊鎬)와 함께 울산(蔚山: 옛 도산(塗山)) 앞 바다에 출전하였다 전사하였다. 1706년(숙종 32) 정려문이 세워지고 병조참의(兵曹參議)에 추증(追贈)되었으며, 대사헌(大司憲) 장암(丈岩) 정호(鄭澔)가 정려문(旌閭文)을 찬하였다. 당시 양성현감이었던 유명건(兪命健, 1664년 ~ 1724년)은〈화순최씨참의공전 和順崔氏參議公傳〉을 지어 그 자세한 사항을 기록하였다. 묘는 원곡면 산하리에 있다.

## 최호
최호(崔灝, 1749년: 영조 25 ~ 몰년 미상)는 자(字)가 백인(伯仁)이고, 호는 소암(素菴)이다. 생부는 우한(羽漢)인데, 어려서부터 효성이 지극하여 어버이가 병석에 들자 분(糞)을 맛보아 가며 간호하였다. 병환이 위독함에 단지혈(斷指血)로 소생하게 하였고, 이에 1832년(純祖 32년) 임진년(壬辰年) 왕명에 의해 정려(旌閭)가 내려졌다.

## 참고 자료
- 최잠, 최호 정려 - 안성문화관광 / 시지정문화재